# Alemannischer Musikverband
Der Alemannischer Musikverband e.V. (AMV) mit Sitz in Lörrach wurde 1904 gegründet. Er umfasst derzeit 62 Mitgliedsvereine mit insgesamt über 3.200 Mitgliedern.
Der AMV ist Mitgliedsverband des Bundes Deutscher Blasmusikverbände. Zum AMV zählt auch das Verbandsjugendorchester (VJO).

## Verbandsjugendorchester
Das Verbandsjugendorchester (VJO) wurde 2007 vom damaligen Verbandsdirigenten Ulrich Winzer gegründet. Im VJO sollen Kinder aus verschiedenen Vereinen miteinander Spaß am Musizieren haben und sich musikalisch weiterentwickeln können. Mitmachen kann jeder, der das Jungmusikerleistungsabzeichen in Silber oder ein ähnliches Niveau hat.

## Personen

### Präsidium
| Amt                     | Name                |
| ----------------------- | ------------------- |
| Präsident               | Peter Hässler       |
| Stellvertr. Präsidentin | Birgit Ludin        |
| Stellvertr. Präsident   | Holger Gertz        |
| Verbandsrechnerin       | Silvia Gerbode      |
| Verbandsdirigent        | Gordon Hein         |
| Verbandsjugendleiter    | Thomas Schmid       |
| Verbandspressewart      | Daniel Gramespacher |

### Ehrenmitglieder
| Name                | Wohnort          | Amt                   |
| ------------------- | ---------------- | --------------------- |
| Manfred Loritz      | Steinen          | Ehrenpräsident        |
| Helmut Steinmann    | Efringen-Kirchen | Ehrenpräsident        |
| Rudolf Wolpensinger | Waldshut-Tiengen | Ehrenverbandsdirigent |